# Виборчий поріг
Виборчий поріг або прохідний бар'єр — це мінімальна частка первинного голосування, яку кандидат або політична партія повинні досягти для того, щоб отримати право на будь-яке представництво в законодавчому органі. Ця межа може працювати різними способами. Наприклад, у системах пропорційного представництва за партійними списками виборчий бар'єр вимагає, щоб партія отримала певний мінімальний відсоток голосів (наприклад, 5 %), як на національному рівні, так і в певному виборчому окрузі, щоб отримати будь-які місця в законодавчої влади. У багатомандатних виборчих округах, які використовують преференційне голосування, крім виборчого бар'єру, для того, щоб бути призначеним на місце, кандидату також необхідно досягти квоти, або на головному голосуванні, або після розподілу преференцій, які залежать від кількості членів у виборчому окрузі.
Ефект від виборчого бар'єру полягає в тому, щоб заборонити представництво малим партіям або примусити їх до коаліцій, при припущенні, що це робить виборчу систему стабільнішою, утримуючи сторонні партії. Проте, критики стверджують, що за відсутності системи преференційного голосування прихильники дрібних партій фактично позбавляються прав громадян і позбавляються права на представництво людиною, яку вони обирають.
Можуть бути визначені дві межі: поріг представництва — це мінімальна частка голосів, яка може дати партії місце (за найсприятливіших обставин для партії), тоді як поріг виключення — це максимальна частка голосів, яка може бути недостатньою для отримання місця (за найменш сприятливих обставин). Аренд Лейпхарт запропонував розрахувати неформальний поріг як середній з цих.